# مايك فونتينوت
مايك فونتينوت (بالإنجليزية: Mike Fontenot)‏ هو لاعب كرة قاعدة أمريكي، ولد في 9 يونيو 1980 في سليدل في الولايات المتحدة.

## وصلات خارجية
- مايك فونتينوت على موقع دوري كرة القاعدة الرئيسي (الإنجليزية)
- مايك فونتينوت على موقعبيزبول رفرنس.كوم (الدوري الرئيسي) (الإنجليزية)
- مايك فونتينوت على موقعبيزبول رفرنس.كوم (الدوري الثانوي) (الإنجليزية)
- مايك فونتينوت على موقع إي إس بي إن.كوم (أم.أل.بي) (الإنجليزية)
- مايك فونتينوت على موقع مشجعي الرسوم البيانية (الإنجليزية)